# Navares de las Cuevas
Navares de las Cuevas è un comune spagnolo di 30 abitanti situato nella comunità autonoma di Castiglia e León.